# Chirița în Iași
Chirița în Iași, cu subtitlul Două fete ș-o neneacă, este o piesă de teatru scrisă de Vasile Alecsandri. Prima reprezentație a piesei a avut loc la 9 aprilie 1850, la Teatrul Național din Iași.
Chirița în Iași este o comedie din ciclul de piese cu același personaj principal, din care mai fac parte:
- comedia Chirița în provincie
- farsa de carnaval Cucoana Chirița în balon
- canțoneta Cucoana Chirița în voiaj

Prin aceste piese autorul încearcă, după propria sa declarație, să facă din teatru „un organ spre biciuirea moravurilor rele și ridicolelor societății noastre”. George Călinescu afirmă despre peripețiile cucoanei Chirița că „au izbutit să învingă vremea”, păstrându-și valoarea artistică și în prezent.

## Vezi și
- Listă de piese de teatru românești